# Cremastus amplocellus
Cremastus amplocellus là một loài tò vò trong họ Ichneumonidae.